# Bayerisch Eisenstein
Bayerisch Eisenstein (bis 1951 Eisenstein) ist eine Gemeinde im niederbayerischen Landkreis Regen und ein staatlich anerkannter Luftkurort direkt an der Grenze zu Tschechien.

## Geografie

### Geografische Lage
Die Gemeinde im Bayerischen Wald befindet sich im dicht bewaldeten Tal des Großen Regens, dem „Eisensteiner Tal“ zwischen den Bergen Zwercheck, Spitzberg (Špičák) und Panzer (Pancíř) im Norden sowie dem Großen Arber im Westen und dem Falkenstein im Süden, Künisches Gebirge genannt. Auf tschechischer Seite liegt direkt angrenzend Alžbětín (Elisenthal), Ortsteil des nur drei Kilometer entfernten Železná Ruda (Markt Eisenstein). Das Tal umfasst außer Bayerisch Eisenstein das Gebiet der einstigen Gemeinden Markt Eisenstein und Špičák (Dorf Eisenstein). Heute gehört Bayerisch Eisenstein zu den Gemeinden am Nationalpark und bildet die nördlichste Gemeinde des Landkreises Regen und damit ganz Niederbayerns, die Ortschaft befindet sich etwa 15 km nördlich von Zwiesel und 26 km von der Kreisstadt Regen entfernt.
Durch die Grenze zu Tschechien ist das Tal geteilt; bis zum Fall des „Eisernen Vorhangs“ war ein Übertritt nur mit Visum möglich.

### Gemeindegliederung
Es gibt 16 Gemeindeteile (in Klammern ist der Siedlungstyp angegeben):
- Arberhütte (Weiler)
- Arberschutzhaus (Einöde)
- Arberseehaus (Einöde)
- Bayerisch Eisenstein (Pfarrdorf)
- Brennes I (Weiler)
- Brennes II (Weiler)
- Eisensteinermühle (Dorf)
- Grafhütte (Einöde)
- Neuhütte (Dorf)
- Neuwaldhaus (Einöde)
- Regenhütte (Kirchdorf)
- Schachtenbach (Einöde)
- Schwellhäusl (Einöde)
- Seebachhütte (Weiler)
- Seebachschleife (Dorf)
- Steinhütte (Weiler)

## Geschichte

### Bis zum 19. Jahrhundert
Die nachweisbare Geschichte des Eisensteiner Tals beginnt 1564, als auf dem Grund des böhmischen Grafen Georg von Guttenstein von bayerischen Berg- und Hammerleuten ein Erzbergwerk mit Eisenhammer errichtet wurde, das aber nur bis 1577 betrieben wurde. Dem Abbau von Eisenerzen verdankt das ganze Gebiet seinen Namen. Mitte des 17. Jahrhunderts wurden die ersten Bauern aus den Freigerichten des Böhmerwaldes und des Bayerischen Waldes angesiedelt (siehe Künisches Gebirge). Im Jahre 1576 erscheint das Bergwerk in den Quellen als Lehen Herzog Albrechts V. von Bayern. Damit galt das Eisensteiner Tal als Teil Bayerns. Durch Erbgang besaßen die Grafen von Nothaft den Besitz ab 1627. 1688 erhielten sie die Hofmarksrechte über das Tal. 1691 wurde auf dem Boden der späteren Ortschaft Markt Eisenstein die erste Glashütte gegründet und bald darauf ließen sich auch andere Handwerker nieder.
Im Zuge des Spanischen Erbfolgekrieges besetzten österreichische Truppen die Region. Die Hofmark Eisenstein wurde 1708 an Böhmen angegliedert. Bis zum Jahr 1764, als durch einen bayerisch-österreichischen Vertrag die Grenze zwischen dem Kurfürstentum Bayern und Böhmen neu festgelegt wurde, blieb das gesamte Gebiet eine politische Einheit. Danach fiel etwa die Hälfte des Hofmarksgebiets an Bayern zurück; die Landesgrenze lief nun mitten durch die Hofmark Eisenstein hindurch, die seit 1758 den Grafen von Klenau gehörte.
Eine wirtschaftliche Blüte erlebte das Gebiet beiderseits der Grenze im 18. Jahrhundert, als die Glasindustrie unter den Hofmarksherren von Hafenbrädl, die seit 1771 Besitzer waren, ihren höchsten Stand erreichte. Zwanzig Glashütten sind im Eisensteiner Tal nachgewiesen.

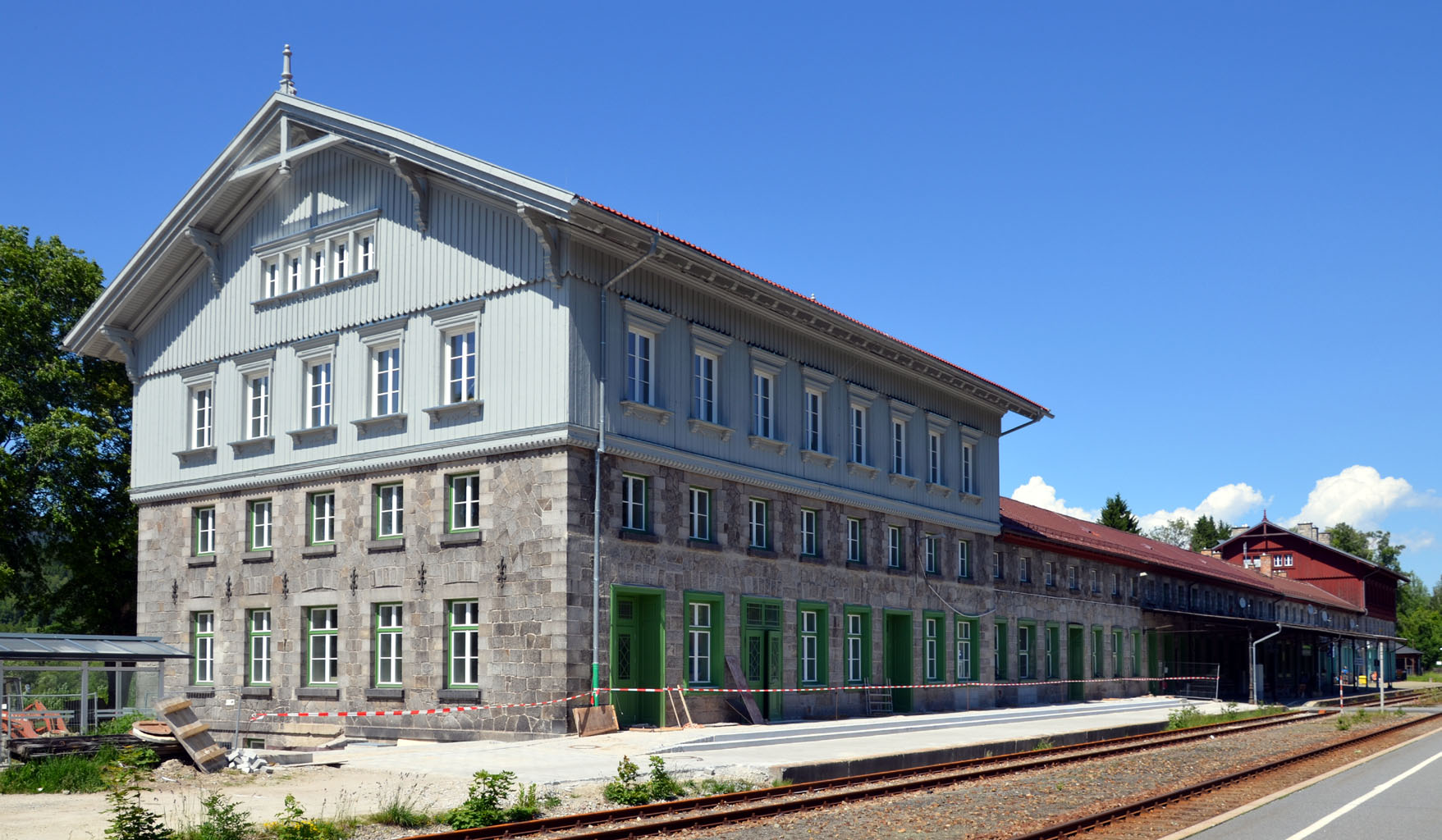
Bahnhof Bayerisch Eisenstein im Juni 2012

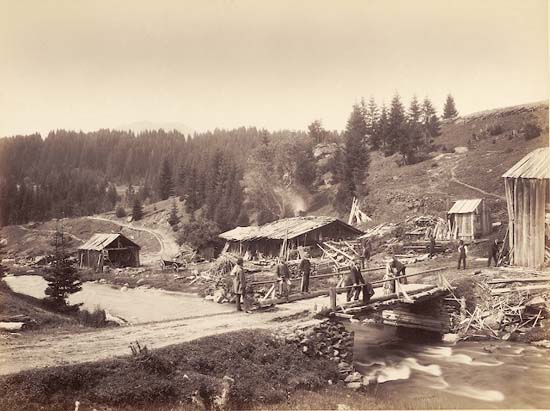
Mühle am Regen bei Bayerisch Eisenstein (1880)

1835 wurde die Hofmark im bayerischen Teil des Tales aufgehoben und unter dem Namen Eisenstein eine königlich bayerische Landgemeinde (Aufhebung der Hofmark im böhmischen Teil 1848). Mit dem Bahnbau und der Eröffnung der Eisenbahnlinie von Plattling nach Pilsen 1877 begann die eigentliche Entwicklung des Ortes zwischen dem älteren Neu-Waldhaus und dem Grenzbahnhof. Das großzügig konzipierte Bahnhofsgebäude steht je zur Hälfte auf deutschem und auf tschechischem Gebiet. Die Grenze führt mitten durch das Gebäude. Tourismus und Holzindustrie brachten nach dem Niedergang der Glashütten neuen Aufschwung.

### 20. Jahrhundert
Am 21. Februar 1951 wurde der Gemeindename amtlich von Eisenstein in Bayerisch Eisenstein geändert. Die Gemeinde entwickelte sich wegen ihrer Abgeschiedenheit, der Nähe zum Großen Arber und des Schneereichtums zu einem beliebten Urlaubsort. Bundespräsident Theodor Heuss verbrachte 1954 seinen Urlaub dort.
Seit 1986 besteht eine Gemeindepartnerschaft zu Dörentrup (NRW)

### Eingemeindungen
Im Zuge der Gebietsreform in Bayern wurde am 1. Januar 1978 ein Teil der aufgelösten Gemeinde Rabenstein (Gemeindeteil Regenhütte) eingegliedert.

### Einwohnerentwicklung
Zwischen 1988 und 2022 sank die Einwohnerzahl von 1363 auf 1007 um 356 bzw. um 26,1 % – der deutlichste prozentuale Einwohnerrückgang im Landkreis im genannten Zeitraum.

### Religion
Die Zahl der Katholiken in Bayerisch Eisenstein ist dramatisch gesunken, von 1580 katholischen Einwohnern in 1959 auf 467 im Jahr 2020.

## Politik

### Gemeinderat
Die Kommunalwahl vom 15. März 2020 ergab für den Gemeinderat in Bayerisch Eisenstein folgendes Ergebnis:
- CSU: 5 Sitze (42,78 %)
- Freie Wähler: 4 Sitze (29,93 %)
- Bürgerliste Eisenstein: 3 Sitze (27,29 %)

### Bürgermeister
Erster Bürgermeister ist Michael Herzog (CSU).

### Wappen
| | Blasonierung: „In Schwarz eine gesenkte, eingeschweifte silberne Spitze, darin eine aus dem Schildrand wachsende grüne Tanne, darüber rechts eine senkrechte goldene Hirschstange, links ein goldenes Kelchglas.“ |
| Wappenbegründung: Die Tanne symbolisiert sowohl die geografische Lage der Gemeinde im Bayerischen Wald als auch die wirtschaftliche Bedeutung des Waldes. Die Hirschstange stammt aus dem Wappen der Freiherren von Hafenbrädl, die als Inhaber der seit 1764 zwischen Bayern und Böhmen aufgeteilten Hofmark Eisenstein von 1771 bis weit ins 19. Jahrhundert eine wichtige Rolle spielten. Das goldene Kelchglas erinnert an die Bedeutung der Glashütten seit dem 18. Jahrhundert, die besonders unter dem Hüttenmeister Hans Georg Hafenbrädl einen Aufschwung erlebten (Grafenhütte, Arberhütte, Regenhütte). Die Tingierung in Silber und Schwarz ist vom Wappen der Hohenzollern (Hohenzollernvierung) hergeleitet; das Fürstenhaus Hohenzollern-Sigmaringen erwarb 1872 die Besitzungen der Familie Hafenbrädl. | |

## Kultur und Sehenswürdigkeiten

### Museen

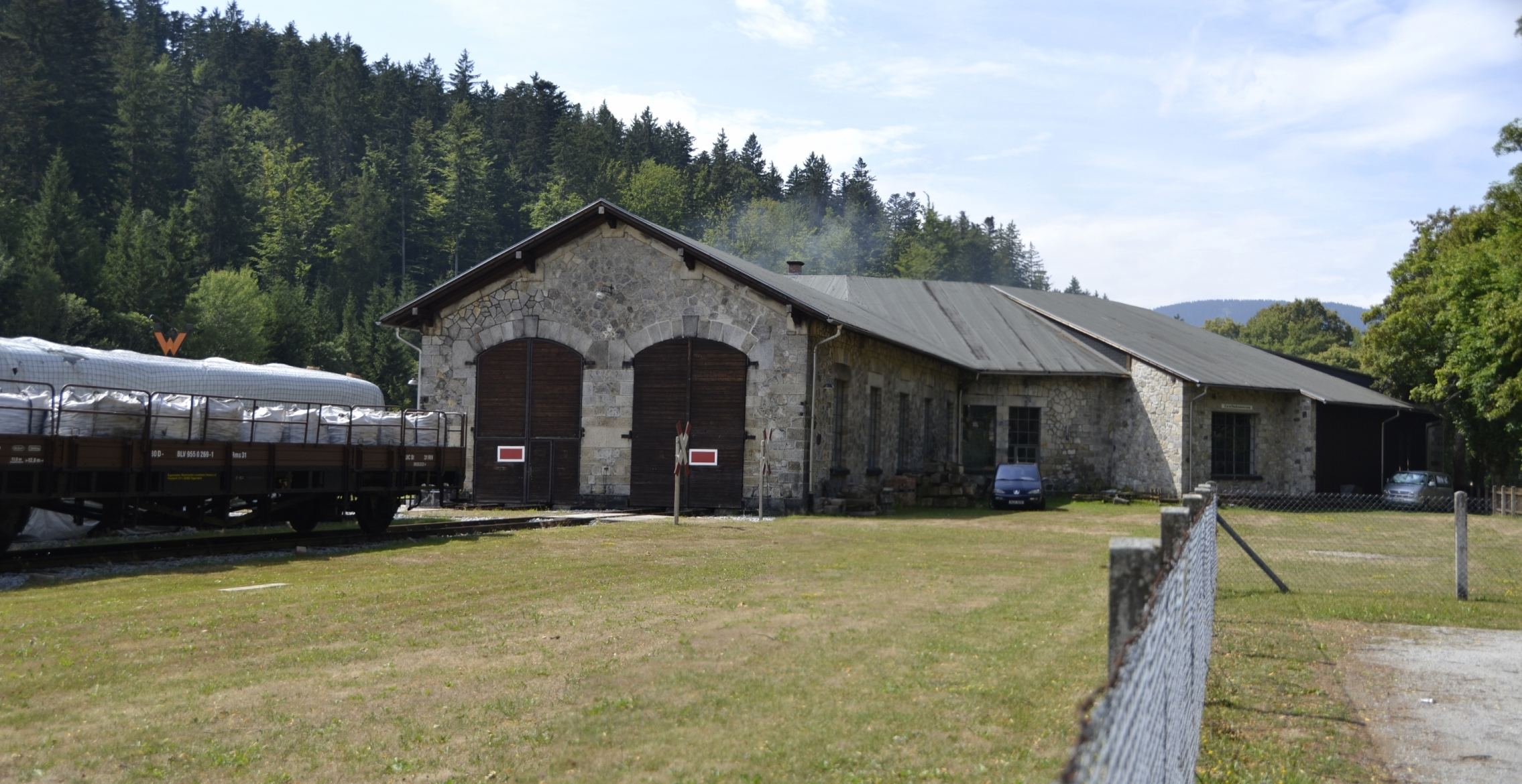
Das Localbahnmuseum

Seit 1994 existiert auf dem Gelände des Grenzbahnhofs das Localbahnmuseum des Bayerischen Localbahn Verein e. V., das die eisenbahngeschichtliche Erschließung Bayerns und der angrenzenden Bereiche Tschechiens und Österreichs in der Zeit von 1870 bis 1950 dokumentiert. Es ist angedacht, in Zukunft auch die Fortentwicklung seit dem Jahr 1950 bis jetzt darzustellen. Aus allen Epochen der bayerischen Lokalbahnen sind mehr als 20 historische Fahrzeuge ausgestellt. Anfang August finden jährlich, sofern die Dampflok 70 083 des Bayerischen Localbahn Verein e. V. einsatzfähig ist, Dampfzugfahrten zwischen Zwiesel und Bayerisch Eisenstein statt.

### Bauwerke
Sehenswert ist die Pfarrkirche St. Johannes Nepomuk aus dem Jahre 1908.

### Grünflächen und Naherholung
- Nationalpark Bayerischer Wald
- Große Waldhaustanne ⊙ zwischen Zwieslerwaldhaus und dem Schwellhäusl im Urwald–Schutzgebiet „Hans-Watzlik-Hain“.[15] Dickste Tanne Deutschlands.

## Wirtschaft und Infrastruktur

### Straße
Nach dem Zweiten Weltkrieg wurden im Eisensteiner Tal sämtliche Verkehrsverbindungen zum tschechischen Nachbarn durch die Errichtung des Eisernen Vorhangs unterbrochen. Erst im Jahre 1969 wurde der Straßengrenzübergang Eisenstein-Landstraße wieder eröffnet, als einer von damals nur vier Grenzübergängen für den Straßenverkehr zwischen der Bundesrepublik Deutschland und der Tschechoslowakei. Es gab einen bescheidenen Grenzverkehr, der nach dem Fall des „Eisernen Vorhangs“ 1989 beträchtliche Ausmaße erreichte. Heute führt die Bundesstraße 11 von Deggendorf kommend bis an die Grenze, wo sie als Nationalstraße 27 weiter nach Pilsen führt; gemeinsam bilden sie die Europastraße 53.

### Bahn
1991 wurde der Schienenverkehr nach Tschechien erneut aufgenommen und der Grenzbahnhof Bayerisch Eisenstein konnte seine eigentliche Funktion wieder erfüllen. Es besteht erstmals seit dem Krieg eine (nicht durchgehende) Verbindung auf der Bahnstrecke Plattling–Bayerisch Eisenstein nach Pilsen und Prag über die Grenze zwischen Deutschland und Tschechien. In Richtung Špičák (Spitzberg), Klatovy und Plzeň muss stets in Züge der tschechischen Eisenbahn umgestiegen werden.
Die Waldbahn fährt im Stundentakt über Zwiesel und die Kreisstadt Regen nach Plattling.

### Sonstiges

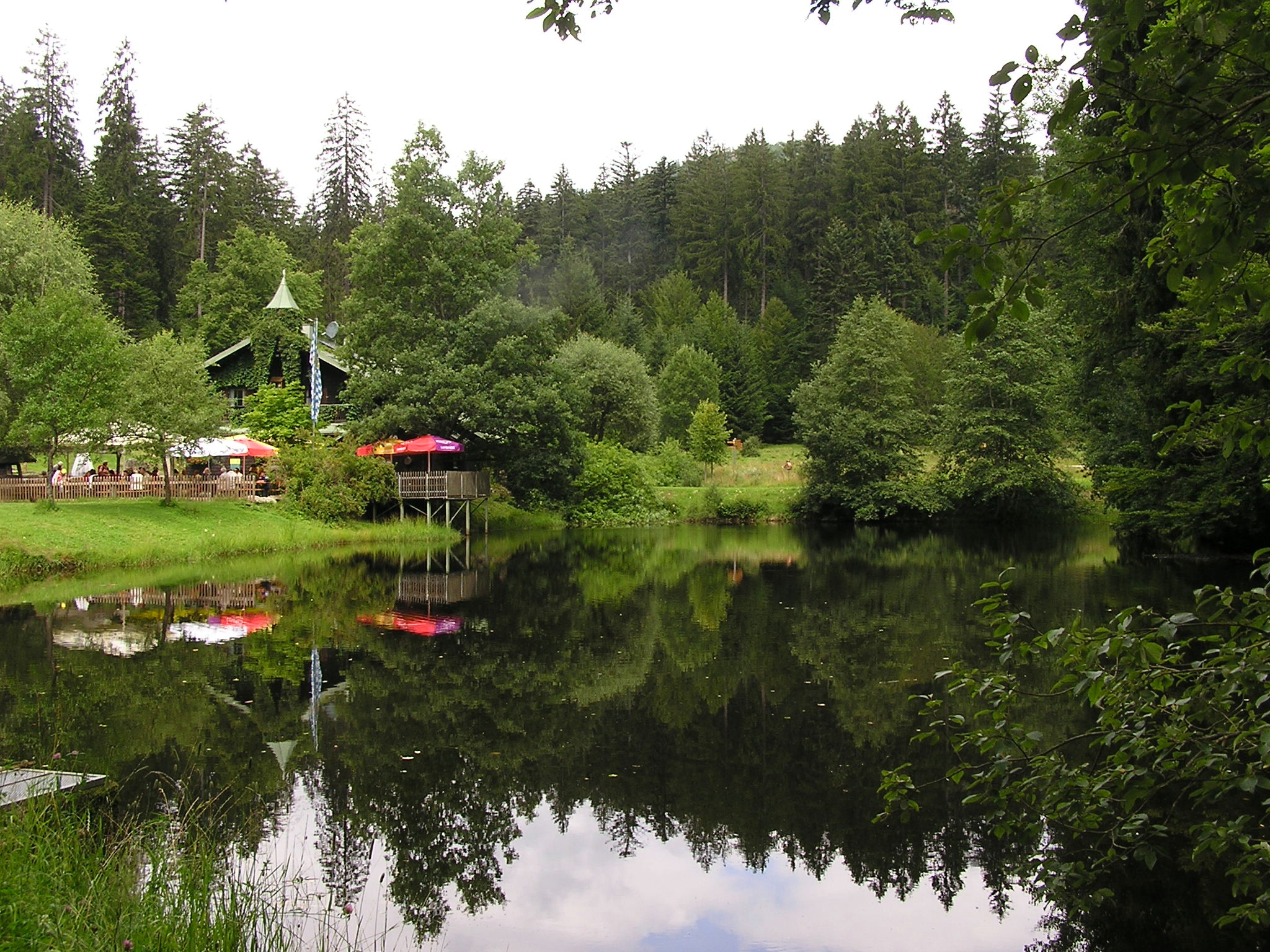
Das Schwellhäusl mit dem hier zu einem Holztrift-Teich aufgestauten Schmalzbach

Mehrere Buslinien verbinden Bayerisch Eisenstein mit der Umgebung, unter anderem gibt es eine Schnellbuslinie von Železná Ruda nach Passau.
Die Kommune ist Teil des Nationalparkverkehrskonzeptes Bayerischer Wald und ist mit dem GUTi-Ticket erreichbar.
Das Schwellhäusl, eine ehemalige Trifterklause im Wald bei Zwieslerwaldhaus ist heute eine ganzjährig geöffnete Ausflugsgaststätte (November Ruhemonat).
Die 150 km lange Bayerwaldloipe beginnt nordöstlich von Bayerisch Eisenstein am Langlaufzentrum Lohberg/Scheiben.

## Sport
Der SV Bayerisch Eisenstein ist einer der größten und bedeutendsten deutschen Vereine im Biathlonsport. Im zugehörigen Hohenzollern-Skistadion wurden 2004, 2008 und 2011 die deutschen Meisterschaften im Sommerbiathlon ausgetragen, 2011 mit 1300 Teilnehmern. 1990, 1993 und 1997 war der Ort Austragungsort der Deutschen Winter-Meisterschaften im Biathlon.

## Persönlichkeiten

### Ehrenbürger
- Friedrich Wilhelm von Hohenzollern (1924–2010), Industrieller

### Söhne und Töchter der Gemeinde
- Hans Ritter von Adam (1886–1917), Jagdflieger im Ersten Weltkrieg
- Bernhard Fürst (* 1954), Generalmajor der Luftwaffe der Bundeswehr

### Personen, die mit dem Ort in Verbindung stehen
- Bernhard Schmidt (1890–1960), Lagerkommandant des KZ Lichtenburg und KZ Sachsenburg, starb hier